# Koolwaterstof

De vier eenvoudigste koolwaterstoffen

Koolwaterstoffen zijn organische verbindingen van uitsluitend waterstof (H) en koolstof (C). Heel veel polymeren zijn koolwaterstoffen. De eenvoudigste koolwaterstoffen zijn de alkanen. Een alkaan is een verzadigde koolwaterstof, dat wil zeggen dat het de maximale hoeveelheid waterstofatomen (H) heeft opgenomen.
Algemeen geldt voor koolwaterstoffen: hoe langer de koolstofketens, hoe zwaarder het molecuul, en hoe hoger het kookpunt. De lichtste alkanen zijn gassen bij kamertemperatuur. Paraffine is een koolwaterstof met zulke grote moleculen dat het bij kamertemperatuur een vaste stof vormt.

## Herkomst en raffinage

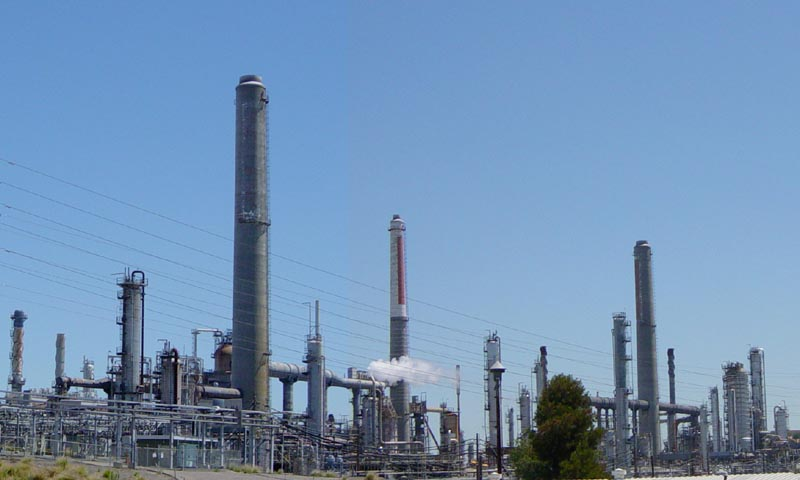
Olieraffinaderijen, zoals deze van Royal Dutch Shell in de Verenigde Staten, zijn belangrijk voor het verkrijgen van koolwaterstoffen. Aardolie wordt door een aantal processen geleid, om koolwaterstoffen om te vormen tot geschikte brandstof en tot andere handelsproducten.

Al deze verbindingen worden gewonnen uit aardgas en aardolie. Raffinage is het door destillatie verkrijgen van fracties uit dit 'ruwe' (onbewerkte) mengsel van verschillende koolwaterstoffen. Kraken is het door verhitting, zonder toetreding van lucht (zuurstof), laten ontleden van olieproducten, waardoor verbindingen ontstaan met minder koolstofatomen (en met een of meer dubbele bindingen). Bitumina blijven over als eindproduct van aardolieraffinage; ze vormen de zwaarste fracties (met de langste koolstofketens) van aardolie en hebben een zeer hoog smelt- en kooktraject.
Koolwaterstoffen kan men ook synthetisch produceren uitgaande van koolstofmonoxide en waterstof; op dergelijke wijze verkregen koolwaterstoffen noemt men Fischer-Tropschbrandstoffen.
Naast koolwaterstoffen van minerale oorsprong is het ook mogelijk om een aantal belangrijke koolwaterstofverbindingen te maken uit biologische, plantaardige en dierlijke, olien en vetten. De oleochemie is de wetenschap die dit beschrijft.

## Toepassing
Al duizenden jaren heeft de mensheid geprofiteerd van het gebruik van koolwaterstoffen in een breed scala van toepassingen. De belangrijkste hedendaagse toepssingen zijn:
- brandstof voor verwarming, elektriciteitscentrales, aandrijving van voertuigen en machines. Benzine, diesel en kerosine bestaan uit een mengsel van koolwaterstoffen; de exacte samenstelling is van belang voor de klopvastheid van de brandstof. Zie ook lpg (brandstof).
- oplosmiddel, bijvoorbeeld terpentine.
- smeerolie
- basisgrondstoffen voor synthetisch-organische materialen en eindproducten, met name kunststoffen, koolstofvezels, geneesmiddelen.
- asfalt in de wegenbouw; breeuwwerk - afdichtings-materiaal bestaande uit met pek bestreken werk (hennepvezels) - voor het waterdicht maken van sluisdeuren in de waterbouw, en van scheepshuiden in de scheepsbouw; dakleer - bestaande uit bitumen en teer - in de dakbedekking, voor het waterdicht maken van daken.

## Soorten

### Verzadigde koolwaterstoffen
De eenvoudigste koolwaterstoffen bevatten alleen lineaire koolstof-koolstofbindingen, zonder ringen. Dit zijn de zogenaamde alkanen of alifatische koolwaterstoffen. De algemene formule voor alkanen is CnH2n+2. Deze verbindingen heten verzadigd, omdat er geen dubbele bindingen in voorkomen. Het koolwaterstofmolecuul is als het ware verzadigd met waterstof.
De eenvoudigste alkanen zijn:
- methaan CH4
- ethaan C2H6
- propaan C3H8
- butaan C4H10
- pentaan C5H12
- hexaan C6H14
- heptaan C7H16
- octaan C8H18
- nonaan C9H20
- decaan C10H22

Na de eerste tien bekendste alkanen zijn er ook nog tien minder bekende alkanen:
- undecaan C11H24
- dodecaan C12H26
- tridecaan C13H28
- tetradecaan C14H30
- pentadecaan C15H32
- hexadecaan C16H34
- heptadecaan C17H36
- octadecaan C18H38
- nonadecaan C19H40
- eicosaan C20H42

Deze eerste vier genoemde koolwaterstoffen zijn gasvormig bij kamertemperatuur (uiteraard onder de voorwaarde dat er atmosferische druk heerst).
Verzadigde waterstoffen kunnen ontstaan als onverzadigde koolwaterstoffen, in een additiereactie met waterstof, reageren:  hydrogenering of harden genaamd.

### Onverzadigde koolwaterstoffen
Onverzadigde koolwaterstoffen bevatten minder waterstof. De oudste naam voor deze groep verbindingen is olefinen, wat betekent olie-vormend.
De volgende soorten onverzadigde koolwaterstoffen kunnen worden onderscheiden:
- alkenen, die een dubbele C=C-binding bevatten; een dieen is een alkeen met twee dubbele bindingen. De algemene formule voor alkenen met één dubbele binding is CnH2n, met n = 2, 3, 4, ... .
- alkynen, die drievoudige bindingen bevatten. De algemene formule voor een alkyn met één drievoudige binding is CnH2n-2, met n = 2, 3, 4, ...

### Aromatische koolwaterstoffen
Een koolwaterstof met één of meer benzeenringen is een aromatische koolwaterstof. Furaan en thiofeen zijn aromatische verbindingen. De aromatische koolwaterstoffen maken deel uit van de groep van aromatische verbindingen of aromaten. De belangrijkste, meest toegepaste aromatische koolwaterstoffen zijn benzeen en zijn derivaten, zoals tolueen, ethylbenzeen, xyleen of fenol (hydroxybenzeen). Stoffen met meerdere aaneengeschakelde aromatische systemen heten polycyclische aromatische koolwaterstoffen (pak). Binnen een aromatische ring is een deel van de elektronen gedelokaliseerd; dat wil zeggen dat zij niet aan één bepaald atoom gebonden zijn maar als het ware over de gehele ring kunnen bewegen. Deze delokalisatie zorgt voor enkele van de typerende eigenschappen van aromatische moleculen, zoals de relatief grote stabiliteit ten opzichte van vergelijkbare, lineaire alkenen.

### Cyclische koolwaterstoffen
Cyclische koolwaterstoffen, zoals cycloalkanen, hebben een koolstofketen die een ring vormt, bijvoorbeeld cyclohexaan. Bij deze vorm zijn alle koolstofatomen met elkaar verbonden. De structuurformule van een cyclische koolwaterstof lijkt -zo op het oog- sterk op een aromatische verbinding, maar de chemische eigenschappen van deze groepen verbindingen zijn zeer verschillend. De algemene formule voor deze groep van verbindingen is CnH2n.

### Gehalogeneerde koolwaterstoffen
Chloorfluorkoolstofverbindingen (CFK's) zijn synthetische koolwaterstoffen met één of meer halogeenatomen, chloor of fluor, als vervanger voor waterstofatomen. CFK's worden in de organische chemie bereid via halogenering. Strikt gesproken zijn dit geen "koolwaterstoffen", omdat ze niet exclusief uit H en C zijn opgebouwd. Voorbeelden van CFK's zijn "tri" (trichlooretheen) en "per" (tetrachlooretheen). Beide stoffen zijn in het verleden veelvuldig toegepast als ontvetter en oplosmiddel in de metaalindustrie en in chemische wasserijen. Ze zijn slecht biologisch afbreekbaar, bijzonder giftig en vaak kankerverwekkend. Ook de zeer giftige groep van dioxines zijn gechloreerde koolwaterstoffen, met een polycyclisch aromatisch karakter.